# Династія Хань
Дина́стія Ха́нь (спрощ.: 汉朝; кит. трад.: 漢朝; піньїнь: Hàncháo) — династія, що правила Китаєм після падіння династії Цінь, до розпаду імперії на три царства. Ця династія керувалася імператорами з роду Лю (劉/刘), першим з яких був Гао-цзу. Правління цієї династії тривало понад 400 років. Правління династії Хань поділяють на два періоди — Ранню Хань (Західна Хань, 206 р. до н. е. — 9 р. н. е.) та Пізню Хань (Східна Хань, 25-220 роки), що були розділені між собою повстанням «червонобрових» та коротким правлінням «узурпатора» Ван Мана.
У китайській історіографії доба Хань вважається найбільш значущою в історії Китаю, оскільки саме в цей час сформувався китайський етнос — ханці, названий за іменем цієї династії.

## Періодизація
Правління династії Хань поділяється на два великі періоди:
206 до н. е. — 24 роки. В цей час столиця династії знаходилась у місті Чан'ань.
- Рання Хань (спрощ.: 前汉; кит. трад.: 前漢; піньїнь: Qián Hàn) або
- Західна Хань (спрощ.: 西汉; кит. трад.: 西漢; піньїнь: Xī Hàn

25 — 220 роки. В цей час столиця династії знаходилась у місті Лояні.
- Пізня Хань (спрощ.: 后汉; кит. трад.: 後漢; піньїнь: Hòu Hàn) або
- Східна Хань (спрощ.: 东汉; кит. трад.: 東漢; піньїнь: Dōng Hàn)

Поділ на Західну і Східну Хань прийнятий в історіографії для уникнення плутанини із династією Пізня Хань періоду п'яти династій і десяти царств.

## Історія

### Передумови виникнення
Деспотизм та волюнтаристська економічна політика Цінь Ши Хуан-ді, що збіглися з посушливими роками, спричинили в Китаї страшний голод та розруху.
209 року до Р. Х. проти режиму династії Цінь спалахнуло повстання. Одним із лідерів повстанців був Лю Бан. Спільно із силами бунтівного цінського полководця Сян Юя він 206 року до Р. Х. захопив столицю — місто Сяньян та знищив династію Цінь.
Після знищення династії Цінь, Лю Бан отримав від Сян Юя титул Хань-вана і територію провінції Сичуань та півдня Шеньсі, замість обіцяної центральної області Гуаньчжун.

### Західна Хань
Згодом Лю і Сян вступили у боротьбу за одноосібне владарювання над Китаєм. 202 року до Р. Х. Лю розбив противника в битві при Ґайся й об'єднав Піднебесну. Встановив столицю в Чанані, що розташовувалось неподалік попередньої столиці Сяньяна. й проголосив створення династії Хань під новим імператорським іменем Гао Цзу. Заклав новий адміністративно-територіальний устрій, основною одиницею якого стало командирство. Роздав землі й титули ванів своїм родичам та відданим підлеглим. Багато зробив для зміцнення конфуціанства, рушійної силою якого був Лу Ґу.
Після смерті Лю Бана країною фактично керувала його вдова Люй Чжи. Її доба позначилася непотизмом і корупцією, в результаті чого родичі ексімператриці з роду Лю узурпували усі важливі державні посади. 180 року до Р. Х. голови роду Люй спробували скинути правлячу династію, але зазнали поразки і були вирізані військами Лю. В результаті скинення узурпаторів до влади прийшов талановитий імператор Лю Че, правнук Лю Бана.
Тривалий час після смерті імператора Пін-ді влада знаходилася у регентської ради на чолі із Ван Маном. У 6 році як імператора обрано праправнука імператора Сюань-ді — Лю Іня. Втім він фактично не правив, владу зберіг дасима (титул) Ван Ман. Останній оженив його на своїй онукі. Зрештою Ван Ман побачивши підтримку військових та чиновництва на свою користь, вирішив скинути династію Хань. Зрештою у 9 році Ван Ман скинув імператора Жуцзи-ді й оголосив про створення нової династії Сінь 新.

### Правління Ван Мана
Період правління Ван Мана (9-23 н. е.) на короткий час перервало правління династії Хань (207 до н. е. — 220 н. е.) у Китаї. Після проведення усіх необхідних процедур Ван Мана було визнано новим імператором. Із самого початку новий володар Китаю намагався провести реформи для зміцнення центральної влади, послаблення аристократії, розширення підтримки серед селян. В результаті фінансових дій Ван Ман фінансовий стан аристократії значно погіршився, а її вплив усередині країни суттєво зменшився. Водночас була надана державна підтримка торгівлі. Голод 21 і 22 років спровокував приєднатися до численних повстанців селянство. Їх підтримала місцева знать, яку незабаром очолив рід Лю — представники поваленої династії Хань, що мали кровний зв'язок з її засновником, Лю Баном. У 22 році армія узурпатора двічі зазнала поразки від прихильників старої династії та армії повстанців — «червонобрових» на чолі з Фань Чуном.
У 23 році члени роду Лю починають вирішальний етап боротьби за відновлення влади своєї династії. Готуючись до штурму міста Ваньчен (сучасний Наньян) — бази Ван Мана на півдні, вони оголосили новим імператором Лю Сюаня. Того ж року армія Ван Мана зазнала вирішальної поразки при Куньяні 昆陽 (сучасний Піндіншань, провінція Хенань). Услід за цим армія повстанців рушили на столицю Чан'ань та захопила її, Ван Ман був убитий в бою.

### Східна Хань
У 25 році, скориставшись помилками Лю Сюаня (імператора Генши), владу захопив Лю Сю (імператор Гуан У). Утім, йому ще тривалий час довелося вести боротьбу з іншими претендентами. Імператор Гуан У спромігся об'єднати під своєю владою Китай у 36 році після ліквідації династії Сінь, громадянської війни та повстання червонобрових. Заснування Пізньої Хань було актом відновлення Ханської династії. Імператору Гуан У приписують заснування нової столиці у Лояні та проведення земельної реформи.

### Загибель династії
Через дезорганізацію центрального апарату за часів імператорів Хуань-ді Лін-ді припиняються регулярний ремонт гребель і догляд за іригаційними спорудами. Ріка Хуанхе, яка давно вже перетворилася на надземну річку, виходить з берегів, її розливи несуть лихо сотням тисяч родин. Бюрократичний апарат імперії роз'їдає корупція, він перетворився на самодостатню силу, яка поглинає основний додатковий продукт. Малолітні імператори виявлялися пішаками в руках придворних угруповань «євнухів» і «вчених». «Вчені» з позицій так званих чистих суджень викривали зловживання «брудних» користолюбців у центральній адміністрації.
Політична боротьба між «євнухами», пов'язаними з «сильними будинками», і «вченими», які відображали інтереси професійної бюрократії, виливалася в запеклі чвари, які доходили до кровопролиття. Спроби державного заколоту у 166 і 169 роках, що мали на меті зміну та оздоровлення управлінського апарату, провалилися. Розправа «євнухів» була нещадною. «Вчених» стратили, катували, засилали, тисячу «чистих» кинули до в'язниці. Їхні книги публічно спалювалися на вогнищах. «Сильні родини» на місцях контролювали канали рекомендації чиновників, домагалися у своїх маєтках політичної самостійності і формального визнання особистої залежності хліборобів.
Посилення впливу в суспільно-політичному житті «сильних родин» з середини II ст. знаменувало собою дезінтеграцію імперської бюрократичної системи та остаточний занепад імператорської влади. В обстановці тривалої політичної й глибокої соціально-економічної кризи в країні вибухнув найпотужніший в історії стародавнього Китаю широкий суспільний рух, відомий під назвою повстання жовтих пов'язок.

## Культура
Динамічна династія Хань (206 р до н. е. — 220 р н. е.) стала свідком значного відродження китайського мистецтва в порівнянні з попередньою добою мистецтва династії Цинь (221—206 рр. До н. е.). Китайська кераміка (особливо керамічні фігурки), різьблення по нефриту (особливо нефритові костюми), ткацтво по шовку і китайський живопис (на папері) були трьома областями особливих досягнень. Вважається, наприклад, що самі ранні зразки китайської порцеляни проводилися в провінції Чжецзян під час пізнього Східного Хань (100—200 рр. Н. Е.). Династія Хань, заснована імператором Гаозу, ділиться на два періоди: Західна Хань. (206 м до н. е. — 9 р н. е.), зі столицею в Чангане (другий після Рима за величиною місто в стародавньому світі), в сучасній провінції Шеньсі; і Східна Хань (25-220 рр. н. е.), столиця якої знаходилась далі на схід в Лояне (столиці стародавньої династії Чжоу), в сучасній провінції Хенань. Прогресивний період китайської історії, династія Хань була відповідальна за численні технологічні та наукові досягнення, в тому числі водяний годинник, сонячний годинник, астрономічні інструменти й розвиток паперу. Ідеологічно на нього великий вплив зробили етика і філософія конфуціанства., Хоча залишилися сліди законництва і даосизму від більш ранньої династії Чжоу. При імператорі Уди (141-86 рр. До н. е.) Китай відновив контроль над землями, спочатку завойованими імператором Цинь Шихуаном, включаючи частини південного Китаю і північного В'єтнаму. Крім того, підкорення деяких частин Центральної Азії в Таджикистані й Узбекистані дало ханським імператорам контроль над важливими торговими шляхами до Європи та, отже, з виходами для її шовку і золота. До 166 році н. е. була встановлена пряма зв'язок з Римом, що призвело до імпорту слонової кістки та панцира черепах.Його суспільством правив імператор, який поділяв владу з офіційною бюрократією і напівфеодальною знаттю. Його закони, звичаї, література й освіту значною мірою ґрунтувалися на філософії та етичній системі конфуціанства, однак вплив легалізму і даосизму (від попередньої династії Чжоу) все ще можна було побачити. Представники класу вчених і дворян, які прагнули зайняти державні посади, повинні були здобути освіту на основі конфуціанства. Нова синтетична ідеологія ханського конфуціанства була створена, коли вчений Дун Чжуншу (179—104 до н. е.) об'єднав конфуціанський канон, імовірно відредагований Конгзі або Конфуцієм (551—479 до н. е.), з космологічними циклами інь і ян і китайськими п'ятьма елементами.

## Значення династії Хань
Протягом панування династії Хань, Китай був офіційно проголошений конфуціанською державою. Разом з тим з початку правління імператора Лю Чжуана з династії Пізня Хань до країни стали проникати ідеї буддизму. Економіка країни мала чимало здобутків у сільському господарстві, ремеслах і торгівлі. Населення досягло 55 мільйонів мешканців. Водночас, Китай розширив свій політичний і культурний вплив на сусідні країни Маньчжурії, Монголії, Корейського півострова, Японського архіпелагу, В'єтнаму і Центральної Азії.
Династія Хань була відома своїми військовим здобутками. Її імперія простягалася далеко на захід, до Тарімського басейну в сучасному Сінцзянському автономному районі КНР. Ханські воєначальники вирушали з воєнними експедиціями аж до Каспійського моря, надаючи безпеку торговим караванам по середньоазійським шляхам. Ці шляхи дістали назву «шовкового», оскільки по них експортувався китайський шовк. Китайські армії спромоглися завоювати північні Корею та В'єтнам на кінець 2 століття до н. е. Проте загалом, нагляд за завойованими периферійними регіонами був слабким і непостійним.
Задля самоствердження та ефективізації контролю над сусідніми країнами династія Хань розробила китаєцентричну систему двосторонніх відносин. Згідно з нею володарі-сусіди мусили сплачувати Китаю данину і визнавати китайського імператора за свого сюзерена, в обмін на що отримували дозвіл на торгівлю з Хань і ярлик васального Китаю правителя власної країни. Майже всі сусідні народи були включені до цієї китаєцентричної дипломатії за виключенням сюнну, з якими китайці поводили себе як з рівними.
Занепад династії Хань був пов'язаний із децентралізацією влади, занепадом інституту імператора та економічними негараздами. Останні спричинили повстання жовтих пов'язок, яке спустошило Північний Китай. У результаті ослаблення династії, країна розпалася на три царства.

## Адміністративний поділ

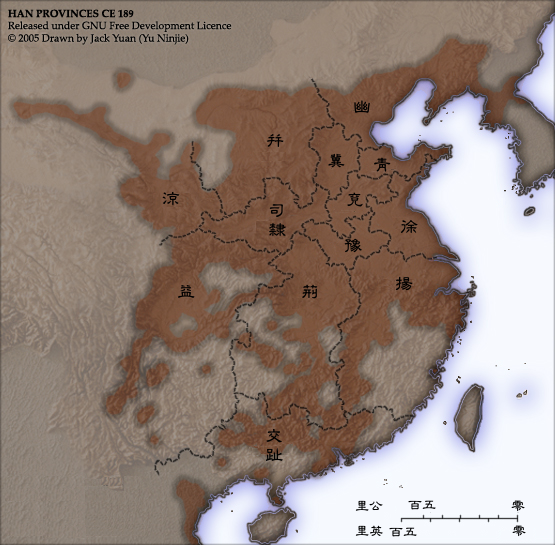

Провінції:
| Бін  | (кит.: 并州; піньїнь: bīngzhōu, бінчжоу, «об'єднана»)   | на сході великого закруту Хуанхе                             |
| І    | (кит.: 益州; піньїнь: yìzhōu, ічжоу, «прибуткова»)      | Сичуань і Ханьчжун, в долині річки Хань, північніше Сичуаня. |
| Лян  | (кит.: 涼州; піньїнь: liángzhōu, лянчжоу, «прохолодна») | північний захід.                                             |
| Сі   | (кит.: 司州; піньїнь: sīzhōu, січжоу, «керівна»)        | район великого закруту Хуанхе                                |
| Сюй  | (кит.: 徐州; піньїнь: xúzhōu, сюйчжоу, «тиха»)          | схід Центральної рівнини, північ нижньої течії Хуанхе        |
| Цзі  | (кит.: 冀州; піньїнь: jìzhōu, цзічжоу, «бажана»)        | північ нижньої течії Хуанхе                                  |
| Цзін | (кит.: 荊州; піньїнь: jīngzhōu, цзінчжоу, «плодова»)    | середня течія Янцзи                                          |
| Цін  | (кит.: 青州; піньїнь: qīngzhōu, цінчжоу, «синя»)        | узбережжя південніше естуарію Хуанхе, Шаньдун                |
| Цзяо | (кит.: 交州; піньїнь: jiāozhōu, цзяочжоу, «перехресна») | крайній південь                                              |
| Ю    | (кит.: 幽州; піньїнь: yōuzhōu, ючжоу, «спокійна»)       | північний схід, Ляодун                                       |
| Юй   | (кит.: 豫州; піньїнь: yùzhōu, юйчжоу, «зручна»)         | на заході Центральної рівнини, між Хуанхе і Хуайхе           |
| Юн   | (кит.: 邕州; піньїнь: yōngzhōu, юнчжоу, «юнська»)       | на заході, вздовж річки Вей, правої притоки Хуанхе           |
| Ян   | (кит.: 揚州; піньїнь: yángzhōu, янчжоу, «славна»)       | на півдні від нижньої течії Янцзи                            |
| Янь  | (кит.: 兗州; піньїнь: yǎnzhōu, яньчжоу, «заснована»)    | на півдні від нижньої течії Хуанхе                           |

## Міжнародні стосунки
- Хунну
  - Хунно-ханські війни
- Усунь та Юечжи
  - Посольства Чжан Цяня

## Імператори
Ватажок повстанців, сільський староста Лю Бан, оголосив себе засновником династії Хань. У 202 р. до н. е. він став китайським імператором.

## Інше
- Шаншулін — імператорський секретар.
- Силі — столичний інспектор.
- Ситу — радник головного міністра, завідувач з кадрових питань.
- Тайфу — імператорський наставник.
- Дую — повітовий інспектор.
- Бяоці цзянцзюнь — генерал легкої кавалерії.
- Сяовей — полковник.
- Лю Хун — астроном.